# Calendário Litúrgico na Igreja Anglicana
A Igreja da Inglaterra usa um ano litúrgico que é, em muitos aspectos, parecido ao da Igreja Católica Romana . Embora isso seja menos verdadeiro nos calendários contidos no Livro de Oração Comum e no Livro de Serviço Alternativo (1980), é particularmente verdade desde que a Igreja Anglicana adotou seu novo padrão de serviços e liturgias contidos no Common Worship , em 2000. Certamente, a ampla divisão do ano nas épocas de Natal e Páscoa, intercalada com períodos do Tempo Comum, é idêntica, e a maioria dos Festivais e Comemorações também é comemorada, com algumas exceções.
Em algumas tradições anglicanas (incluindo a Igreja da Inglaterra), a época do Natal é seguida por uma época da Epifania, que começa na véspera da epifania (no dia 6 de janeiro ou no domingo mais próximo) e termina na festa da apresentação (no dia 2). Fevereiro ou no domingo mais próximo). O Tempo Comum começa então após esse período.
O Livro de Oração Comum contém nele o tradicional lecionário eucarístico ocidental, que tem suas raízes nas Vem de São Jerônimo, no século V. Sua semelhança com o antigo lecionário é particularmente óbvia durante a estação da Trindade (domingos após o domingo após o Pentecostes), refletindo esse entendimento da santificação.

## Datas notáveis
- O Batismo de Cristo, domingo após a Epifania (quando a Epifania é realizada em 6 de janeiro)
- Quarta-feira de Cinzas , a quarta-feira 46 dias antes do dia da Páscoa
- Quinta-feira Santa, a quinta-feira da semana anterior ao dia da Páscoa
- Sexta-feira Santa, a sexta-feira da semana anterior ao dia da Páscoa
- Páscoa, o primeiro domingo após a Lua cheia pascal
- Dia da Ascensão, a quinta-feira quarenta dias após o dia da Páscoa
- Pentecostes , o domingo cinquenta dias após o dia da Páscoa
- Domingo da Trindade, o domingo após o Pentecostes
- O Dia de Ação de Graças pela Instituição de Santa Comunhão (Corpus Christi) , quinta-feira após o Domingo da Trindade
- 'Dedicação Festival'  ', o primeiro domingo de outubro ou o último domingo depois da Trindade, se a data for desconhecida
- 'Cristo Rei' , no domingo seguinte ao Advento

## Janeiro
- 1  'A Nomeação e Circuncisão de Jesus
- 2 Basílio, o Grande e Gregório de Nazianzus, Bispo s, Professores da Fé, 379 e 389
- 2  Serafins, Monge de Sarov, Guia Espiritual, 1833
- 2  Vedanayagam Samuel Azariah, Bispo em Sul da Índia, Evangelista, 1945
- 6  'THE EPIFHANY'  - pode ser comemorado no domingo entre 2 e 8 de janeiro
- 10  William Laud, Arcebispo de Canterbury, 1645
- 11  Mary Slessor, Missionário na África Ocidental, 1915
- 12 Aelred of Hexham, Abbot da Rievaulx, 1167
- 12  Benedict Biscop, abade de Wearmouth, estudioso, 689
- Hilary, Bishop of Poitiers, Mestre da Fé, 367
- 13  Kentigern (Mungo), Missionário Bispo em Strathclyde e Cumbria, 603
- 13  George Fox, Fundador da Sociedade dos Amigos (os Quakers), 1691
- 17 Antônio do Egito, Eremita, Abade, 356
- 17  Charles Gore, Bispo, Fundador da Comunidade da Ressurreição, 1932
- 18-25  SEMANA DE ORAÇÃO PELA UNIDADE CRISTÃ
- 18  Amy Carmichael, Fundadora da Dohnavur Fellowship, Escritora Espiritual, 1951
- 19 Wulfstan, Bispo de Worcester, 1095
- 20  Richard Rolle de Hampole, Escritor Espiritual, 1349
- 21 Agnes, Criança Mártir em Roma, 304
- 22  Vicente de Saragoça, Diácono, primeiro Mártir de Espanha, 304
- 24 Francis de Sales, Bispo de Genebra, Professor da Fé, 1622
- 25  'A Conversão de Paulo'
- 26 Timóteo e Tito, Companheiros de Paulo
- 28 Tomás de Aquino, Sacerdote, Filósofo, Mestre da Fé, 1274
- 30 Charles, rei e mártir, 1649
- 31  João Bosco, Padre, Fundador da Ordem Salesiana de Ensino, 1888

## Fevereiro
- 1  Brigid of Kildare, Abbess de Kildare, c.525
- 2  'A APRESENTAÇÃO DE CRISTO NO TEMPLO (Candelária)'  - pode ser comemorada no domingo entre 28 de janeiro e 3 de fevereiro
- 3 Anskar, Arcebispo de Bremen, Missionário em Dinamarca e Suécia, 865
- 4  Gilbert of Sempringham, Fundador da Gilbertine Order, 1189
- 6  Os Mártires do Japão, 1597
- 10  Scholastica, irmã de Benedict, Abbess de Plombariola, c.543
- [Cirilo e Metódio], Missionários dos Eslavos, 869 e 885
- 14  Valentim, Mártir em Roma, c.269
- 15  Sigfrid, Bispo, Apóstolo da Suécia, 1045
- 15  Thomas Bray, Sacerdote, Fundador do SPCK e da SPG, 1730
- [Janani Luwum], Arcebispo de Uganda, Mártir, 1977
- 23 Polycarp, bispo de Smyrna, mártir, c.155
- [George Herbert], Sacerdote, Poeta, 1633

Datas alternativas:
- Matthias pode ser comemorado em 24 de fevereiro em vez de 14 de maio.

## Março
- 1 David, Bispo de Menevia, Padroeiro de País de Gales, c.601
- 2 Chade, Bispo de Lichfield, Missionário, 672
- 7 Perpetua, Felicity e seus companheiros, Mártir s em Cartago, 203
- 8 Edward King, Bispo de Lincoln, 1910
- 8  Félix, Bispo, Apóstolo da East Angles, 647
- 8  Geoffrey Studdert Kennedy, Padre, Poeta, 1929
- 17 Patrick, Bispo, Missionário, Patrono de Irlanda, c.460
- 18  Cirilo, Bispo de Jerusalém, Mestre da Fé, 386
- 19  'José de Nazaré'
- 20 Cuthbert, Bishop of Lindisfarne, Missionário, 687
- [Thomas Cranmer], Arcebispo de Canterbury, Reforma Mártir, 1556
- 24  Walter Hilton de Thurgarton, agostinianos Canon, Místico, 1396
- 24 'Paul Couturier, Padre, Ecumenista, 1953' '
- 24  Óscar Romero, Arcebispo de San Salvador, Mártir, 1980
- 25  'O ANÚNCIO DE NOSSO SENHOR À VIRGEM MARIA ABENÇOADA'
- 26  Harriet Monsell, fundador da Comunidade de São João Batista, 1883
- 31  John Donne, Padre, Poeta, 1631

## Abril
- 1 'Frederick Denison Maurice, Sacerdote, Professor da Fé, 1872' '
- 9  Dietrich Bonhoeffer, luterano pastor, mártir, 1945
- 10 William Law, Sacerdote, Escritor Espiritual, 1761
- 10  William of Ockham, Frade, Philosopher, Mestre da Fé, 1347
- 11  George Selwyn, primeiro Bispo da Nova Zelândia, 1878
- 16  Isabella Gilmore, Diaconisa, 1923
- 19 Alphege, Arcebispo de Canterbury, Mártir, 1012
- 21 Anselmo, Abade de Le Bec, Arcebispo de Cantuária, Professor da Fé, 1109
- 23  'George, Mártir, Padroeiro de Inglaterra, c.304'
- 24  Mellitus, Bishop de Londres, primeiro bispo em St Paul's, 624
- 24  Os sete mártires da Irmandade Melanésia, Ilhas Salomão, 2003
- 25  Marque o evangelista  '
- 27  Christina Rossetti, Poeta, 1894
- 28  Peter Chanel, Missionário no Pacífico Sul, Mártir, 1841
- 29 Catarina de Siena, Professora da Fé, 1380
- 30  Pandita Mary Ramabai, tradutora das Escrituras, 1922

## Maio
- 1  'Filipe e Tiago, Apóstolos'
- 2 Atanásio, Bispo de Alexandria, Mestre da Fé, 373
- 4 Inglês Santo e Mártir s da era Reforma
- 8 Julian of Norwich, Escritor Espiritual, c.1417
- 12  Gregory Dix, Sacerdote, Monge, Erudito, 1952
- 14  'Matias, o Apóstolo'
- 16  Caroline Chisholm, Reformadora Social, 1877
- 19 Dunstan, Arcebispo de Canterbury, Restaurador da Vida Monástica, 988
- 20 Alcuin de York, Diácono, Abade de Tours, 804
- 21  Helena, Protetora dos Lugares Santos, 330
- 24 John e Charles Wesley, Evangelist s, Hymn Writers, 1791 e 1788
- 25 O Venerável Bede, Monge na Jarrow, estudioso, historiador, 735
- 25  Aldhelm, bispo de Sherborne, 709
- 26 Agostinho, primeiro Arcebispo de Canterbury, 605
- 26  John Calvin, reformador, 1564
- 26  Philip Neri, Fundador do Oratorianos, Guia Espiritual, 1595
- 28  Lanfranc, Prior de Le Bec, Arcebispo de Canterbury, Erudito, 1089
- 30 [Josephine Butler], reformadora social, 1906
- 30  Joana d'Arc, Visionária, 1431
- 30  Apolo Kivebulaya, Sacerdote, Evangelista na África Central, 1933
- 31  'A visita da bem-aventurada Virgem Maria a Isabel'

Datas alternativas:
- Matthias pode ser comemorado em 24 de fevereiro em vez de 14 de maio.
- A visita da bem-aventurada Virgem Maria a Elizabeth pode ser comemorada em 2 de julho, em vez de 31 de maio.

## Junho
- 1 Justino, Mártir em Roma, c.165
- 3  Os Mártires de Uganda, 1885–7 e 1977
- 4  Petroco, Abade de Padstow, século VI
- 5 Bonifácio (Wynfrith) de Crediton, Bispo, Apóstolo de Alemanha, Mártir, 754
- 6  Ini Kopuria, Fundador da Irmandade Melanésia, 1945
- 8 Thomas Ken, Bispo de Bath e Wells, Nonjuror, Hymn Escritor, 1711
- 9 Columba, Abade de Iona, Missionário, 597
- 9  Efrém da Síria, Diácono, Escritor de Hinos, Professor da Fé, 373
- 11  ' Barnabé, o Apóstolo'
- 14  Richard Baxter, Puritano Divino, 1691
- 15  Evelyn Underhill, Escritora Espiritual, 1941
- 16 Ricardo, Bispo de Chichester, 1253
- 16  Joseph Butler, Bispo de Durham, Filósofo, 1752
- 17  Samuel e Henrietta Barnett, Reformadores sociais, 1913 e 1936
- 18  Bernard Mizeki, Apóstolo dos Xonas, Mártir, 1896
- 19  Sundar Singh de Índia, Sadhu (homem santo), evangelista, Professor da Fé, 1929
- 22 Albano, Protomártir de Grã-Bretanha, c.250
- 23 Eteldreda, Abadessa de Ely, c.678
- 24  'O nascimento de João Batista'
- 27  Cirilo, Bispo de Alexandria, Mestre da Fé, 444
- 28 Irenæus, Bispo de Lyon, Mestre da Fé, c.200
- 29  'Pedro e Paulo, Apóstolos'

Datas alternativas:
- Pedro, o Apóstolo, pode ser celebrado sozinho, sem Paulo, no dia 29 de junho.

## Julho
- 1  Henry, John e Henry Venn, o mais jovem, Sacerdote, Divines Evangélicos, 1797, 1813 e 1873
- 3  Tomé, o Apóstolo  '
- 6  Thomas More, erudito e John Fisher, Bispo de Rochester, Mártires da Reforma, 1535
- 7  Florence of Worcester Monk e ajudou a escrever o 'Chronicon ex chronicis' morre em 7 de julho de 1140
- 11 [Bento de Nursia], Abbot de Monte Cassino, pai de Western Monasticism, c.550
- 14 John Keble, Sacerdote, Tractarian, Poeta, 1866
- 15 Swithun, Bishop of Winchester, c.862
- 15  Boaventura, Frei, Bispo, Mestre da Fé, 1274
- 16  Osmund, Bispo de Salisbury, 1099
- 18  Elizabeth Ferard, primeira diaconisa da Igreja da Inglaterra, fundadora da Comunidade de Santo André, 1883
- 19 Gregório, Bispo de Nyssa e sua irmã Macrina, Diaconisa, Professores da Fé, c.394 e c.379
- 20  Margarida de Antioquia, Mártir, século IV
- 20  Bartolomé de las Casas, Apóstolo das Índias, 1566
- 22  Maria Madalena  '
- 23  Bridget of Sweden, Abbess de Vadstena, 1373
- 25  'Tiago, o Apóstolo'
- 26 Ana e Joachim, pais da bem-aventurada Virgem Maria
- 27  Brooke Foss Westcott, Bispo de Durham, Professor da Fé, 1901
- 29 Maria, Marta e Lázaro de Betânia, Lázaro, Companheiros de Nosso Senhor
- 30 William Wilberforce, reformador social, Olaudah Equiano e Thomas Clarkson, ativistas contra a escravidão, 1833, 1797 e 1846
- 31  Inácio de Loyola, Fundador da Companhia de Jesus, 1556

Datas alternativas:
- A visita da bem-aventurada Virgem Maria a Elizabeth pode ser comemorada em 2 de julho, em vez de 31 de maio.
- Thomas, o Apóstolo, pode ser comemorado em 21 de dezembro, em vez de em 3 de julho.
- Thomas Becket pode ser comemorado em 7 de julho em vez de 29 de dezembro.

## Agosto
- 4  Jean-Baptiste Vianney, Curé d 'Ars, Guia Espiritual, 1859' '
- 5 Oswald, rei da Nortúmbria, Mártir, 642
- 6  'A Transfiguração de Nosso Senhor'
- 7  John Mason Neale, Sacerdote, Hino Escritor, 1866
- 8 Dominic, Sacerdote, Fundador da Ordem dos Pregadores, 1221
- 9 Mary Sumner, Fundadora da União das Mães, 1921
- 10 Laurence, Diácono em Roma, Mártir, 258
- 11 Clara de Assis, Fundadora da Minorias (Pobres Claras), 1253
- 11  John Henry Newman, Sacerdote, Tractarian, 1890
- 13 Jeremy Taylor, Bispo de Down e Connor, Professor da Fé, 1667
- 13  Florence Nightingale, Enfermeira, Social Reformer, 1910
- 13  Octavia Hill, Reformador Social, 1912
- 14  Maximilian Kolbe, Frade, Mártir, 1941
- 15  'A bem-aventurada Virgem Maria'
- 20 Bernard, Abbot de Clairvaux, Professor da Fé, 1153
- 20  William e Catherine Booth, fundadores do Exército de Salvação, 1912 e 1890
- 24  Bartolomeu, o Apóstolo  '
- 27 Monica, mãe de Augustine of Hippo, 387
- 28 Agostinho, Bispo de Hipona, Professor da Fé, 430
- 29 A decapitação de João Batista
- 30 John Bunyan, Escritor Espiritual, 1688
- 31 Aidan, Bishop of Lindisfarne, Missionary, 651

Datas alternativas:
- A bem-aventurada Virgem Maria pode ser comemorada em 8 de setembro, em vez de 15 de agosto.

## Setembro
- 1  Giles of Provence, Hermit, c.710
- 2  Os Mártires da Papua Nova Guiné, 1901 e 1942
- 3 Gregório Magno, Bispo de Roma, Mestre da Fé, 604
- 4  Birinus, Bispo de Dorchester (Oxon), Apóstolo de Wessex, 650
- 6  Allen Gardiner, Missionário, Fundador da South American Mission Mission Society, 1851
- 8 O nascimento da bem-aventurada Virgem Maria
- 9  Charles Fuge Lowder, Sacerdote, 1880
- 13 João Crisóstomo, Bispo de Constantinopla, Mestre da Fé, 407
- 14  'Dia da Santa Cruz'
- 15 Cipriano, Bispo de Cartago, Mártir, 258
- 16 Ninian, Bishop of Galloway, apóstolo dos pictos, c.432
- 16  Edward Bouverie Pusey, Sacerdote, Tractarian, 1882
- 17 Hildegard, Abadessa de Bingen, Visionário, 1179
- 19  Teodoro de Tarso, Arcebispo de Canterbury, 690
- [20] [John Coleridge Patteson], Primeiro Bispo da Melanésia e seus companheiros Mártires, 1871
- 21  'Mateus, Apóstolo e Evangelista'
- 23
- 25 Lancelot Andrewes, Bispo de Winchester, Escritor Espiritual, 1626
- 25  Sergei of Radonezh, Russia n Monastic Reformador, Professor da Fé, 1392
- 26  Wilson Carlile, Fundador do Exército da Igreja, 1942
- 27 Vincent de Paul, Fundador da Congregação da Missão (Lazarists), 1660
- 29  'Michael e todos os anjos'
- 30  Jerome, tradutor das Escrituras, Mestre da Fé, 420

Datas alternativas:
- Cuthbert pode ser comemorado em 4 de setembro em vez de 20 de março.

## Outubro
- 1  Remigius, Bispo de Reims, Apóstolo dos Francos, 533
- 1  Anthony Ashley Cooper, Conde de Shaftesbury, Reformador Social, 1885
- 3  George Bell, bispo de Chichester, ecumenista, pacificador, 1958
- 4 [Francisco de Assis], Frei, Diácono, Fundador dos Frades Menores, 1226
- 6 William Tyndale, tradutor das Escrituras, Reforma Mártir, 1536
- 9  Denys, Bispo de Paris e seus companheiros Mártires, c.250
- 9  Robert Grosseteste, Bispo de Lincoln, Filósofo, Cientista, 1253
- 10 Paulino, Bispo de York, Missionário, 644
- 10  Thomas Traherne, Poeta, Escritor Espiritual, 1674
- 11  Ethelburga, Abbess de Barking, 675
- 11  James the Deacon, companheiro de Paulino, século VII
- 12  Wilfrid de Ripon, Bispo, Missionário, 709
- 12  Elizabeth Fry, reformador da prisão, 1845
- 12  Edith Cavell, Enfermeira, 1915
- 13 Eduardo, o Confessor, Rei da Inglaterra, 1066
- 15 Teresa de Ávila, Professora da Fé, 1582
- 16  Nicholas Ridley, Bispo de Londres e Hugh Latimer, Bispo de Worcester, Mártires da Reforma, 1555
- 17 Inácio, Bispo de Antioquia, Mártir, c.107
- 18  Lucas, o evangelista  '
- 19 Henry Martyn, tradutor das Escrituras, missionário em Índia e Pérsia, 1812
- 25   Crispim e Crispiniano, Mártires em Roma, c.287
- 26 Alfredo, o Grande, rei dos Saxões Ocidentais, Acadêmico, 899
- 26  Cedd, abade de Lastingham, bispo do Saxões do Leste, 664
- 28  Simão e Judas, apóstolos  '
- 29 James Hannington, Bispo da África Equatorial Oriental, Mártir em Uganda, 1885
- 31  Martin Luther, reformador, 1546

Datas alternativas:
- Chad pode ser comemorado com Cedd em 26 de outubro, em vez de 2 de março.

## Novembro
- 1  'DIA DE TODOS OS SANTOS'
- 2 Comemoração dos fiéis partiram (Dia de todas as almas)
- 3 Richard Hooker, Sacerdote, Apologista Anglicano, Professor da Fé, 1600
- 3  Martin de Porres, Frade, 1639
- 6  Leonard, Hermit, século VI
- 6  William Temple, Arcebispo de Canterbury, Professor da Fé, 1944
- 7  Willibrord de York, Bishop, Apóstolo de Frisia, 739
- 8 Os santos e os [mártires] s de Inglaterra
- 9  Margery Kempe, Místico, c.1440
- 10 Leão, o Grande, Bispo de Roma, Mestre da Fé, 461
- 11 Martin, Bispo de Tours, c.397
- 13 Charles Simeon, Sacerdote, Divino Evangélico, 1836
- 14  Samuel Seabury, primeiro bispo anglicano em América do Norte, 1796
- 16 Margaret, Rainha de Escócia, Filantropo, Reformadora da Igreja, 1093
- 16  Edmund Rich de Abingdon, Arcebispo de Canterbury, 1240
- 17 Hugh, Bishop of Lincoln, 1200
- 18 Elizabeth da Hungria, Princesa da Turíngia, Filantropo, 1231
- 19 Hilda, Abbess de Whitby, 680
- 19  Mechthild, Béguine de Magdeburg, Mystic, 1280
- 20 Edmund, rei dos East Angles, Mártir, 870
- 20  Priscilla Lydia Sellon, Restauradora da Vida Religiosa na Igreja da Inglaterra, 1876
- 22  Cecilia, mártir em Roma, c.230
- 23 Clemente, Bispo de Roma, Mártir, c.100
- 25 'Catarina de Alexandria, Mártir, século IV' '
- 25  Isaac Watts, Hino Escritor, 1748
- 29  DIA DE INTERCESSÃO E DE GRAÇAS PELO TRABALHO MISSIONÁRIO DA IGREJA
- 30  'André Apóstolo'

## Dezembro
- 1  Charles de Foucauld, Eremita no Saara, 1916
- 3  Francis Xavier, Jesuíta Missionário, Apóstolo das Índias, 1552
- 4  João de Damasco, Monge, Mestre da Fé, c.749
- 4  Nicholas Ferrar, Diácono, Fundador da Comunidade Little Gidding, 1637
- 6 Nicolau, Bispo de Myra, c.326
- 7 Ambrose, Bispo de Milão, Mestre da Fé, 397
- 8 A concepção da bem-aventurada Virgem Maria
- 13 Lucy, Mártir em Siracusa, 304
- 13  Samuel Johnson, moralista, 1784
- 14 [João da Cruz], Poeta, Professor da Fé, 1591
- 17  O SAPIENTIA
- 17  Eglantine Jebb, Reformadora Social, Fundadora de 'Save The Children', 1928
- 24 véspera de Natal
- 25  'DIA DE NATAL'
- 26  'Estêvão, Diácono, Primeiro Mártir'
- 27  'João, Apóstolo e Evangelista'
- 28  'Os Santos Inocentes'
- 29 Thomas Becket, Arcebispo de Canterbury, Mártir, 1170
- 31  John Wyclif, reformador, 1384

Datas alternativas:
- Thomas, o Apóstolo, pode ser comemorado em 21 de dezembro, em vez de em 3 de julho.
- Thomas Becket pode ser comemorado em 7 de julho em vez de 29 de dezembro.